# Fundacja Azylu pod Psim Aniołem
Fundacja Azylu pod Psim Aniołem – założona w 2002 przez Agnieszkę Brzezińską i Urszulę Plutę fundacja, prowadząca w warszawskiej Falenicy schronisko w którym azyl znalazło ok. 150 zwierząt. Pomaga także innym zakładom opieki charytatywnej nad zwierzętami, m.in. „Kociemu Światu” Kasi Strzeleckiej koło Nasielska i Ośrodkowi Adopcyjnemu Anny Wydry w Warszawie. W 2008 założycielka azylu, Agnieszka Brzezińska, została laureatką nagrody Serce dla Zwierząt za poświęcenie życia na ratowanie zwierząt.
W 2015 Fundacja nie posiadała statusu organizacji pożytku publicznego, uprawniającego do otrzymania 1% z podatku dochodowego od osób fizycznych.
Obecnie Fundacja prowadzi Azyl pod Psim Aniołem. Rozpoczął on działalność na prywatnej posesji Agnieszki Brzezińskiej, byłej inspektor Towarzystwa Opieki nad Zwierzętami. Przez 28 lat schronisko działało bez żadnych przeszkód. W 2002 powstała fundacja, wspierająca je finansowo. Jednak w 2007 w sąsiedztwie zostało wybudowane nowe osiedle i mieszkańcom zaczęło przeszkadzać sąsiedztwo schroniska. Zgodnie z rozporządzeniem Ministra Rolnictwa i Rozwoju Wsi 150 m stanowi minimalną dopuszczalną odległość usytuowania schronisk dla zwierząt od zabudowań mieszkalnych, stąd nagle schronisko stało się nielegalne. W związku z koniecznością zmiany lokalizacji schroniska, 23 maja 2009 Burmistrz Dzielnicy Bielany wystosował list intencyjny o udostępnieniu działki budowlanej przy ulicy Kampinoskiej 1 pod budowę nowego obiektu. Budowa nowego schroniska przekracza jednak możliwości finansowe fundacji. Dnia 30 marca 2009 Mazowiecki Wojewódzki Lekarz Weterynarii wydał decyzję nr WIW.OZZ.4065/3-3/09 zakazującą Fundacji Azylu Pod Psim Aniołem prowadzenia działalności nadzorowanej, jaką jest prowadzenie schroniska dla zwierząt zlokalizowanego przy ul. Kosodrzewiny 7/9. W grudniu 2012 Naczelny Sąd Administracyjny oddalił skargę kasacyjną Fundacji i tym samym zakaz prowadzenia Azylu stał się prawomocny. Ponieważ Fundacja nadal nie może przenieść zwierząt i tym samym nie podporządkowała się wyrokowi, Powiatowy Lekarz Weterynarii zasugerował stopniową likwidację schroniska poprzez zmniejszenie liczby przebywających w nim zwierząt.

## Działalność
- Schronisko i ośrodek adopcyjny dla zwierząt w Falenicy, jedyne w Warszawie obok miejskiego schroniska na Paluchu. Zwierzęta są regularnie szczepione i chronione przed pasożytami, ale też sterylizowane i otoczone najlepszą opieką weterynaryjną, a nawet szkolone (program "Wesoła łapka") w celu zwiększenia szans na adopcję, co jest ewenementem w skali kraju. W okresie od stycznia 2003 do czerwca 2007, 713 psów znalazło nowe domy[7].
- Wirtualne adopcje – darczyńca wybiera zwierzę, płaci za jego utrzymanie i otrzymuje regularne informacje o zdarzeniach z nim związanych[8].
- Interwencyjny patrol ratunkowy – przykładowo w 2012 dokonał 1047 interwencji, ratując 983 zwierzęta[9]
- Program Pozytywne psie wibracje – prowadzenie szkoleń dla psów, w tym ras uznawanych za agresywne, uczących zaufania i dobrych relacji z człowiekiem.
- Wystawa Jestem – Szczekam – Czuję – Czekam[8]
- Monitorowanie działalności schronisk dla bezdomnych zwierząt, hycli oraz polityki gmin i urzędów[8]
- Działalność edukacyjna i wychowawcza wśród młodzieży szkolnej[8]